# Alexander Nikolajewitsch Rosenberg

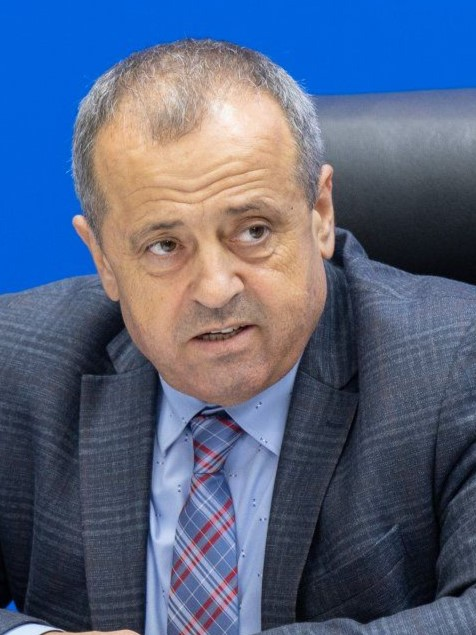
Alexander Rosenberg, 2022

Alexander Nikolajewitsch Rosenberg (russisch Александр Николаевич Розенберг, rumänisch Aleksandr Rozenberg, ukrainisch Олександр Миколайович Розенберг; * 18. Oktober 1967 in Ladyschyn, Ukrainische SSR) ist ein transnistrischer Politiker. Seit dem Mai 2022 ist er Premierminister Transnistriens.

## Leben
Rosenberg erlangte 1986 seinen Abschluss als Elektriker an der Transnistrischen Hochschule für Energie. Anschließend leistete er von 1986 bis 1988 seinen Wehrdienst in der Sowjetarmee in Odessa ab. Im Jahr 1994 schloss er sein Studium zum Elektroingenieur am Landwirtschaftlichen Institut Chișinău ab. Während seiner beruflichen Laufbahn war er unter anderem bei verschiedenen staatlichen Unternehmen und Ministerien Transnistriens tätig.
Er ist verheiratet und hat zwei Kinder.

## Politik
Ab dem 20. Januar 2022 war Rosenberg Minister für Landwirtschaft und natürliche Ressourcen. Nach dem Rücktritt der Regierung unter Premierminister Alexander Martynow wurde er am 30. Mai 2022 zum Premierminister ernannt.